# سبايدر مونكي (محرك جافا سكريبت)
سبايدر مونكي (بالإنجليزية: SpiderMonkey)‏ هو أول محرك جافا سكريبت كُتِب على الإطلاق، كتبه برندان آيخ في مجتمعات نتسكيب ،لاحقًا أُصدر مفتوح المصدر ويتم صيانته حاليًا من قبل موزيلا.